# Ascidiacea
Pour les articles homonymes, voir Ascidie.
Classe

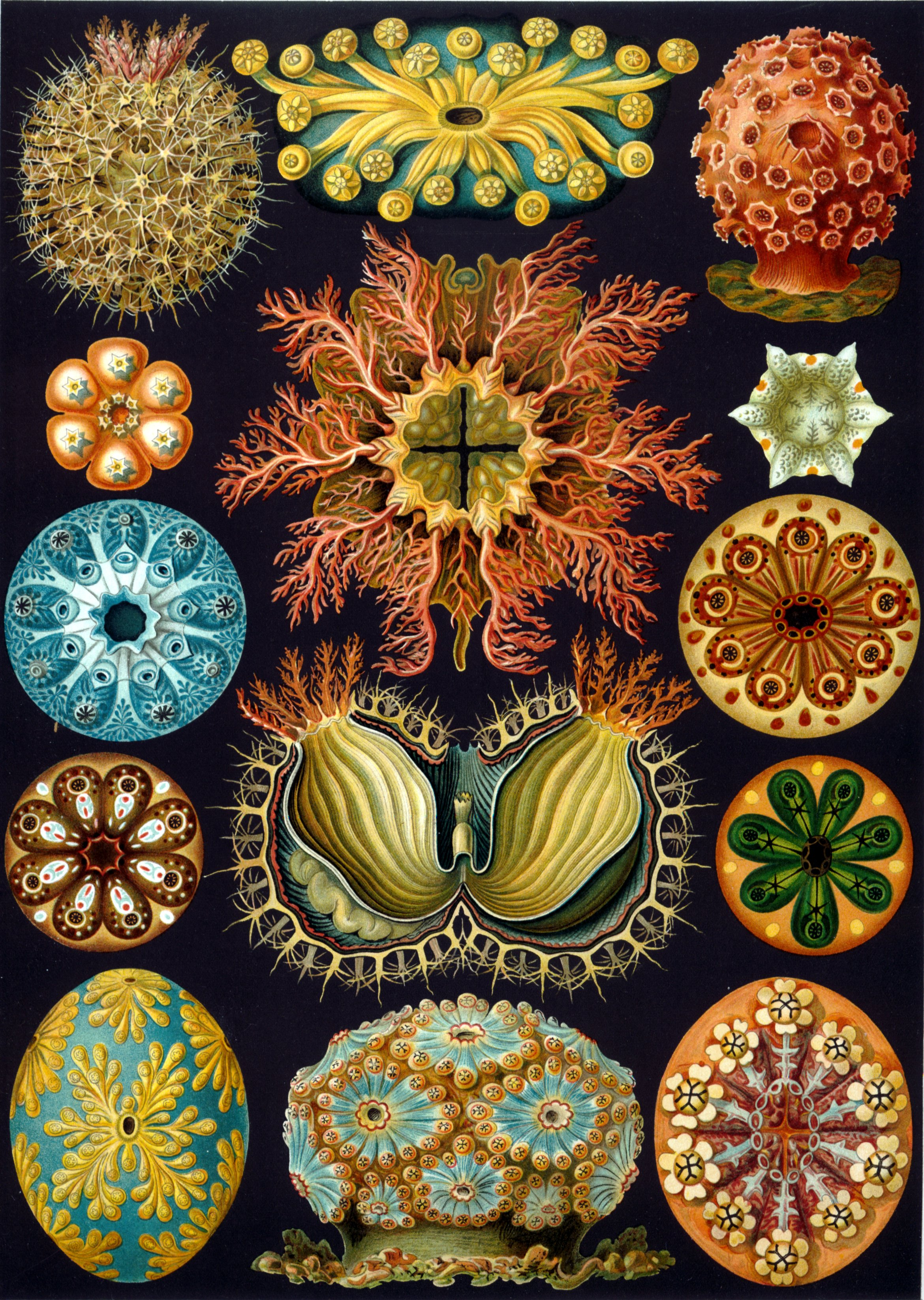
Ascidies vues par Ernst Haeckel.

Les Ascidies (Ascidiacea) sont une classe d'animaux marins du sous-embranchement des tuniciers (Tunicata ou anciennement Urochordata).
Les ascidies sont considérées comme un groupe évolutif à l'orée du groupe des vertébrés. Elles se divisent en 2 groupes morphologiques différents : les ascidies dites « solitaires » et les ascidies coloniales. Le corps, le plus souvent en forme d'outre, est recouvert d'une tunique cellulosique.
Des découvertes récentes suggèrent que les ascidies seraient un groupe paraphylétique[réf. souhaitée].

## Étymologie
Leur nom vient du grec ancien ἀσκός / askós, « outre ». 

## Anatomie

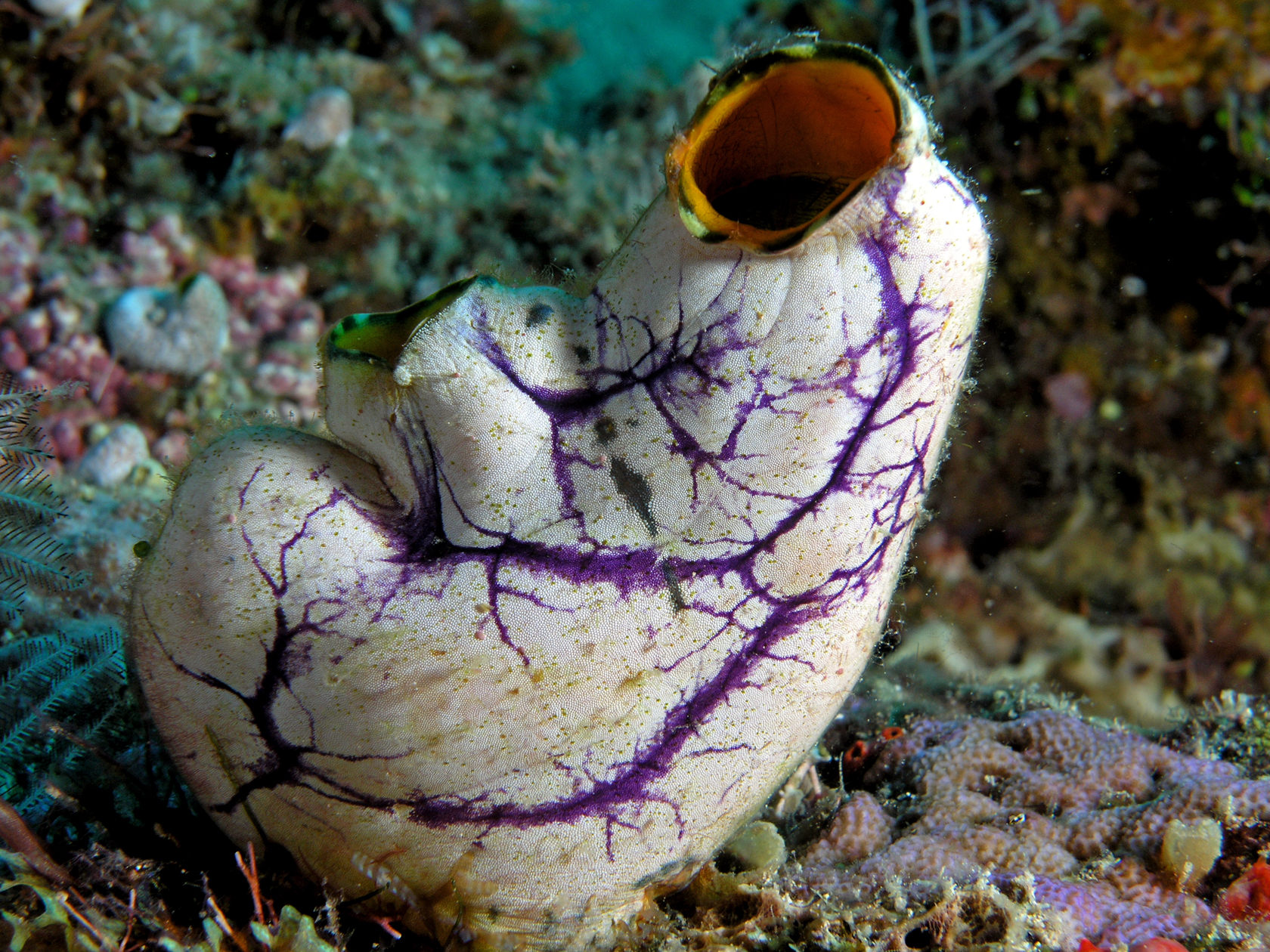
Polycarpa aurata, une ascidie de la famille des Styelidae

À l’état adulte, les ascidies sont des animaux benthiques filtreurs, qui se nourrissent des particules nutritives présentes dans un flux d’eau qui les traverse. Ils ressemblent ainsi à des sacs à deux ouvertures :
1. Le siphon buccal (ou inhalant) où le courant d’eau entre, entraîné par des battements de cils,
2. Le siphon atrial (ou exhalant) où l’eau est rejetée[1].

Ce flux permet aussi les échanges gazeux. 
Une tunique gélatineuse ou cartilagineuse, composée de tunicine, une forme de cellulose (fait rare dans le règne animal pour cette molécule caractéristique des végétaux), et de matière organique, recouvre le corps. L’intérieur de l’ascidie est appelé la chambre péripharyngienne. Le pharynx est pourvu de nombreuses fentes branchiales.
Le tube neural qui est présent chez la larve, disparaît lors de la métamorphose en adulte[réf. nécessaire]. Le système nerveux de l’adulte se limite à un ganglion cérébral. Il possède huit ocelles autour du siphon buccal et des cils tapissent la paroi interne de son entrée. Ils provoquent la contraction et la fermeture de l'orifice lorsqu'ils sont activés. Un cœur en forme de tube est l’organe propulseur de l’appareil circulatoire. Il envoie le sang dans des sinus creusés dans le tissu conjonctif. Le flux change de sens toutes les deux à trois minutes. Le sang des ascidies est constitué de plusieurs sortes de globules[réf. nécessaire]. Le système digestif est composé d’un estomac et un intestin débouchant par un rectum et un anus.
La larve ressemble à un petit têtard de grenouille, composé d'une grosse « tête » et d'une queue nageuse contenant un tube nerveux et une corde dorsale. La corde et le tube neural, caractéristiques des chordés, disparaissent quand l'animal se fixe sur son substrat.

## Reproduction
Les ascidies sont hermaphrodites. Testicules et ovaires libèrent leurs gamètes dans la chambre péripharyngienne où a lieu l’incubation. La larve ressemble extérieurement à un minuscule têtard. Elle nage peu de temps, se fixe à un support et subit une profonde métamorphose. La reproduction asexuée et la régénération ont un rôle important, surtout chez les formes coloniales[réf. souhaitée].

## Nutrition
Le pharynx ou sac branchial s'hypertrophie et assure la nutrition et la respiration de l'animal en filtrant l'eau : celle-ci entre dans le pharynx par le siphon oral, traverse sa paroi par de multiples fentes branchiales (ou « stigmates »), passe dans une deuxième cavité entourant le pharynx (l'atrium) pour être finalement expulsée par le siphon atrial. Les échanges gazeux se font au passage de l'eau dans les stigmates, tandis que les particules nutritives (micro-organismes planctoniques, débris divers) sont interceptées par un filtre de mucus (sécrété par la face ventrale interne de la cavité pharyngienne et tapissant la paroi interne du pharynx), et conduites vers l'œsophage, l'estomac et le rectum. Le rectum s'ouvre également dans l'atrium et les fèces sont expulsées avec le courant d'eau par le siphon atrial.
Quelque ascidies abyssales de la famille des Octacnemidae sont des prédateurs carnivores actifs : le siphon a évolué en grande bouche molle capable de se refermer sur le plancton ou d'autres matières nutritives en suspension. 

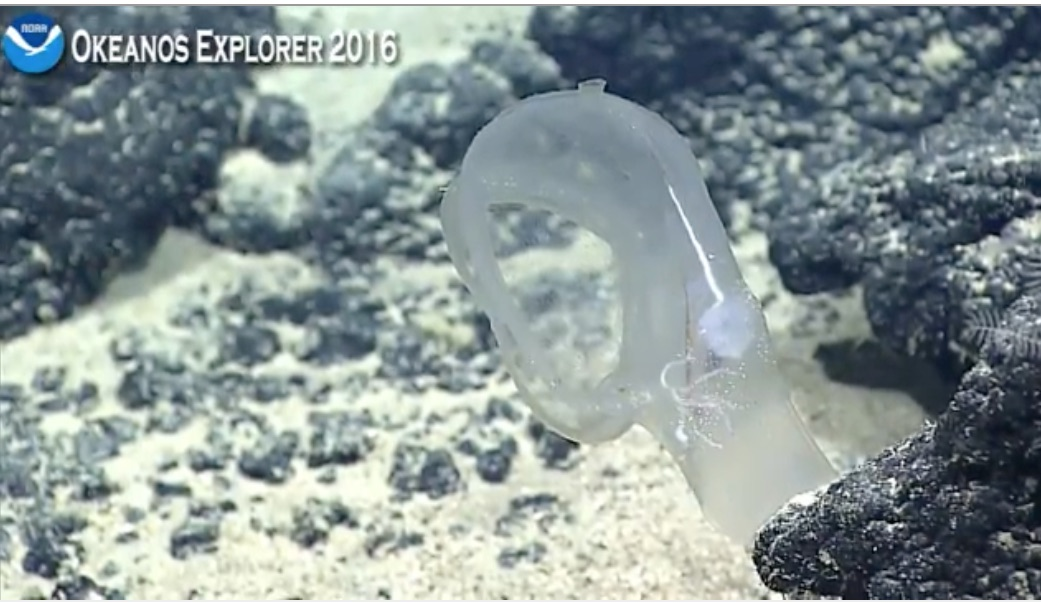
Megalodicopia sp., une ascidie abyssale carnivore.

## Écologie, mode de vie

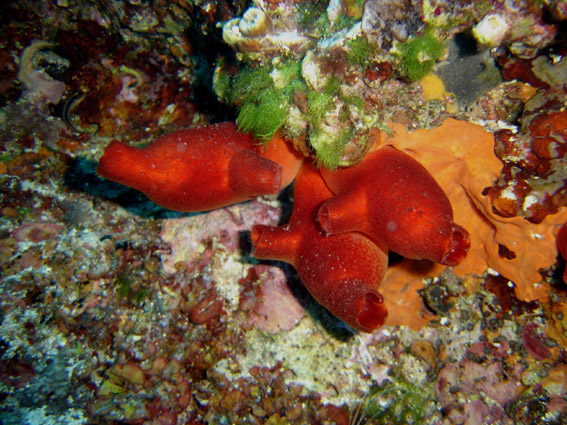
Halocynthia papillosa (Ascidie « solitaire », Croatie).

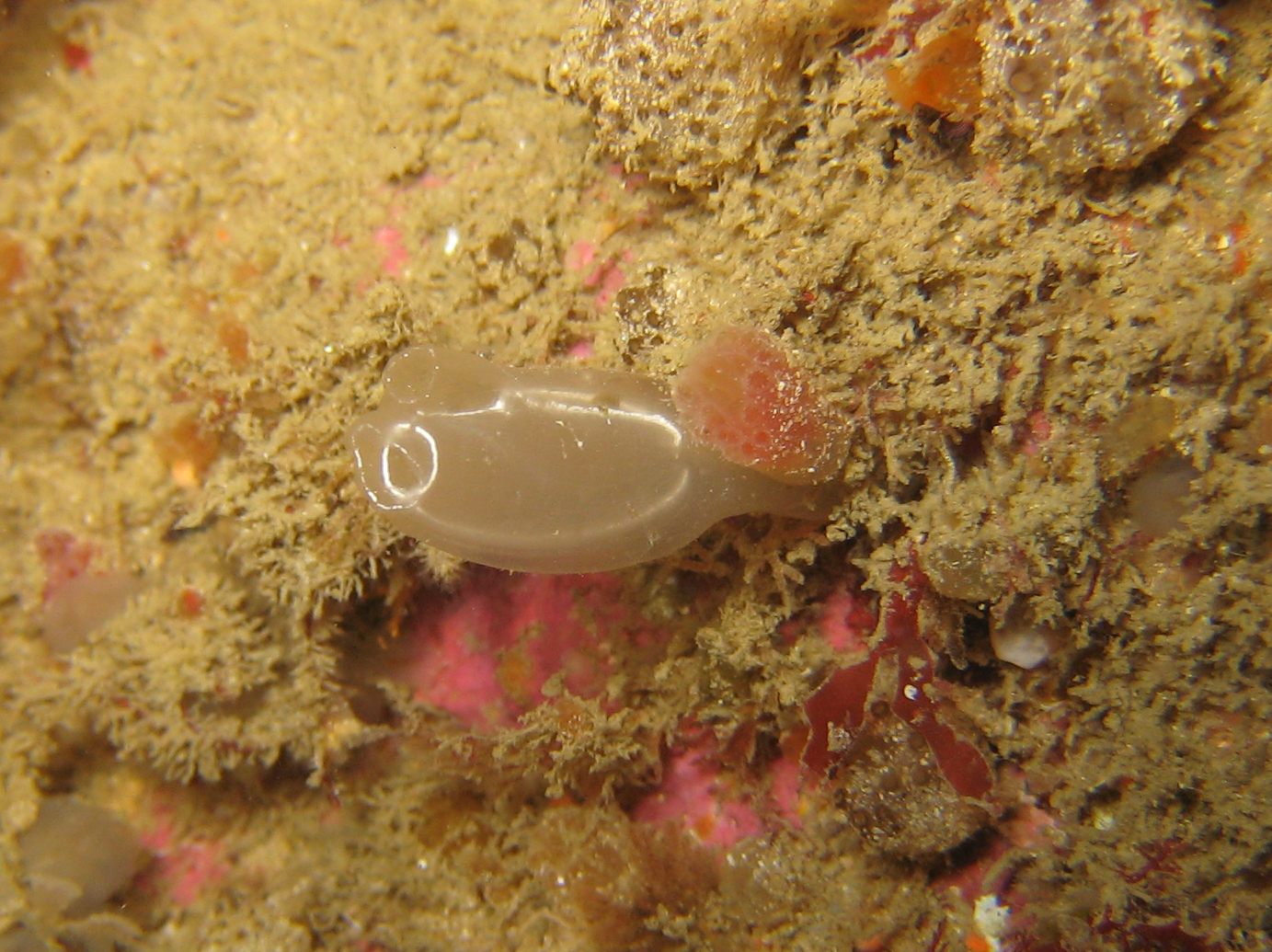
Aplidium punctum

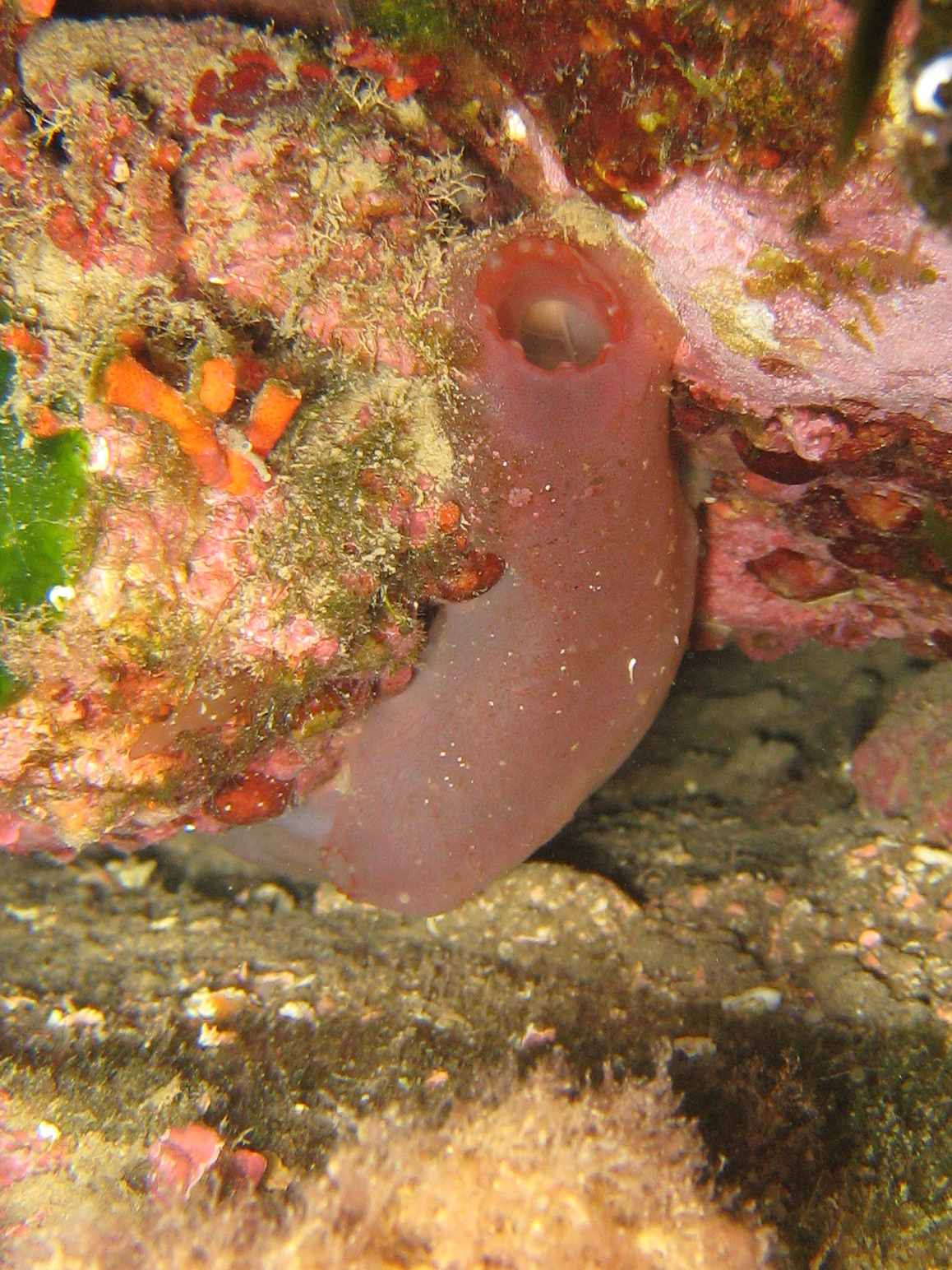
Ascidia mentula

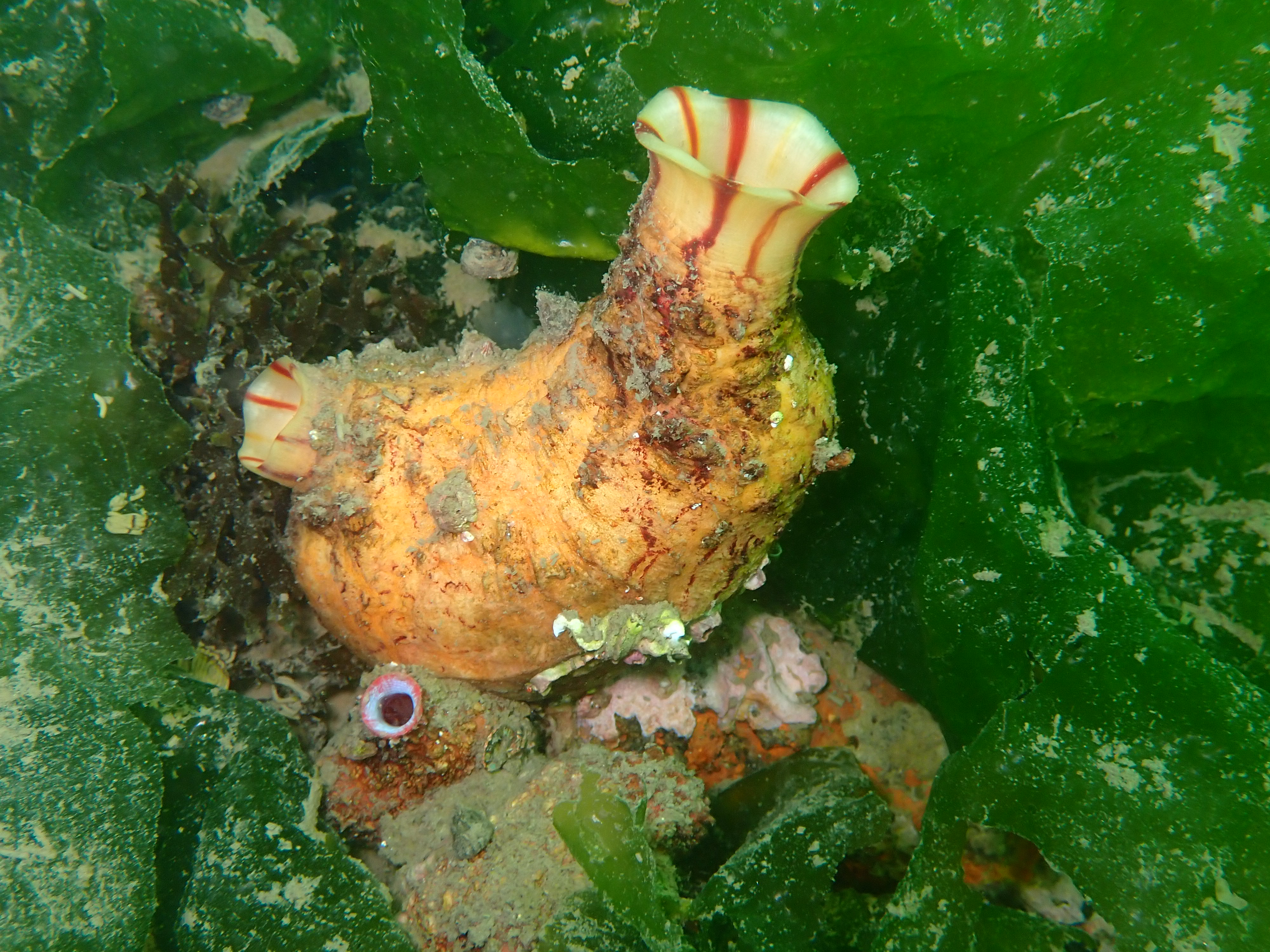
Violet ou figue de mer (Microcosmus sabatieri) observée à l'étang de Thau.

Les ascidies ont peuplé tous les océans du monde, représentées par plus de 2 300 espèces identifiées. Les espèces fixées colonisent tous les milieux, depuis les rochers de bord de mer, les fonds littoraux jusqu'aux cordages dans les ports et sous les coques des bateaux. Des ascidies sont aussi trouvées à de grandes profondeurs (plus de 400 mètres).
Les ascidies vivent fixées sur un support : ce sont des animaux benthiques. La tunique permet d’adhérer au substrat. 
Les ascidies peuvent être solitaires (comme la très commune Ciona intestinalis), sociales ou coloniales. Les ascidies sociales sont des individus complets reliés vasculairement par un stolon basal. Chez les coloniales, tous les individus sont enrobés dans une seule tunique et peuvent parfois partager des organes en commun, notamment le siphon exhalant. 
La plupart des espèces est hermaphrodite, mais certaines peuvent se reproduire aussi par bourgeonnement.
L'ascidie des mangroves, Ecteinascidia turbinata, vit en colonies, fixée sur les racines-échasse des palétuviers rouges, le long des côtes américaines, antillaises, africaines et dans une moindre mesure en Méditerranée et en Mer Rouge.
À certaines saisons, de nombreuses ascidies peuvent subir une transformation : leurs organes dégénèrent et il ne persiste que des cellules mésenchymateuses indifférenciées, qui pourront par la suite reformer de nouveaux individus.[réf. souhaitée]
Toute une biocénose peut vivre autour des ascidies. Des Foraminifères s'incrustent sur la tunique, des algues peuvent s'y fixer. Des Lamellibranches peuvent habiter au niveau des branchies. Des parasites et des symbiotes peuvent aussi exploiter divers organes de l'ascidie.[réf. souhaitée] Leur corps rigide est peu digeste pour les prédateurs, cependant elles comptent certains prédateurs spécialisés, notamment des nudibranches (par exemple chez les genres Goniodoris et Nembrotha).

### Concentrateur de vanadium
Les ascidies se distinguent par leur remarquable capacité à concentrer le vanadium dans leurs tissus. Ainsi, jusqu'à 350 mM/L de vanadium a été détectée chez Ascidia gemmata, soit une valeur environ 10 millions de fois supérieure à celle présente dans l'eau de mer. Le mécanisme biologique permettant cette accumulation exceptionnelle reste encore mal compris, tout comme la fonction physiologique d'une telle concentration. Toutefois, il a été suggéré que le vanadium pourrait jouer un rôle dans la forte adhésion des ascidies à leur substrat.

## Gastronomie
Certaines ascidies sont comestibles, et consommées dans certains pays comme Microcosmus sabatieri appelée Figue de mer, Biju ou Violet en région méditerranéenne, ou l'espèce Pyura chilensis sous le nom de « piure » dans le sud-ouest de l'Amérique latine. 
En Corée, on consomme l'espèce Styela clava, appelé mideodeok (미더덕). De très petite taille (un centimètre), il est ajouté entier dans certaines recettes de soupe ; il faut alors pour extraire la chair croquer puis recracher la tunique.

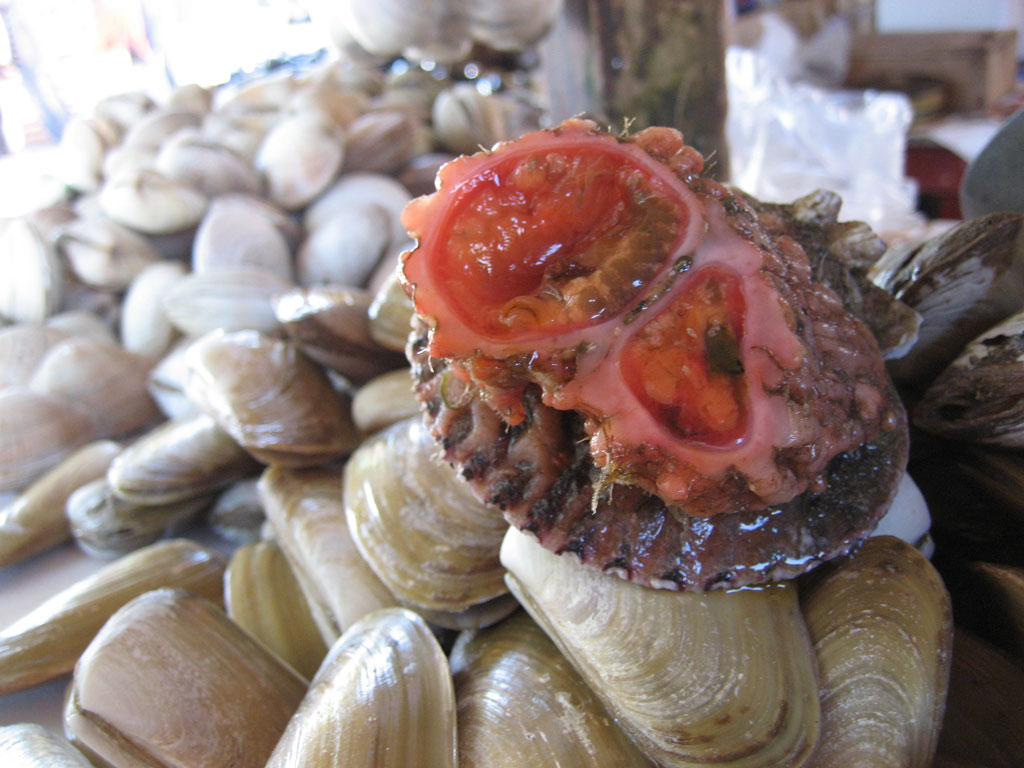
Une « piure » (Pyura chilensis) prête à être consommée au Chili.

## Liste des ordres et familles
| Selon le World Register of Marine Species (31 mars 2014) : - ordre Aplousobranchia Lahille, 1886 - famille Clavelinidae - famille Diazonidae Seeliger, 1906 - famille Didemnidae Giard, 1872 - famille Euherdmaniidae Ritter, 1904 - famille Holozoidae Berrill, 1950 - famille Placentelidae - famille Polycitoridae Michaelsen, 1904 - famille Polyclinidae Milne-Edwards, 1841 - famille Protopolyclinidae Kott, 1992 - famille Pseudodistomidae Harant, 1931 - famille Pycnoclavellidae Kott, 1990 - famille Ritterellidae Kott, 1992 - famille Stomozoidae Kott, 1990 - ordre Phlebobranchia Lahille, 1886 - famille Agneziidae Monniot & Monniot, 1991 - famille Ascidiidae Herdman, 1882 - famille Cionidae Lahille, 1887 - famille Corellidae Lahille, 1888 - famille Dimeatidae Sanamyan, 2001 - famille Hypobythiidae - famille Octacnemidae - famille Perophoridae Giard, 1872 - famille Plurellidae Kott, 1973 - ordre Stolidobranchia Lahille, 1886 - famille Molgulidae Lacaze-Duthiers, 1877 - famille Plidaeuridae - famille Pyuridae Hartmeyer, 1908 - famille Styelidae Sluiter, 1895 | Selon l’ITIS (31 mars 2014) : - ordre Enterogona - sous-ordre Aplousobranchia Lahille, 1887 - famille Clavelinidae Forbes et Hanley, 1848 - famille Didemnidae Giard, 1872 - famille Polycitoridae Michaelsen, 1904 - famille Polyclinidae Milne-Edwards, 1841 - sous-ordre Phlebobranchia Lahille, 1887 - famille Agnesiidae Michaelsen, 1898 - famille Ascidiidae Herdman, 1882 - famille Cionidae Lahille, 1887 - famille Corellidae - famille Diazonidae Garstand, 1891 - famille Hypobythiidae Sluiter, 1895 - famille Perophoridae Giard, 1872 - ordre Pleurogona - sous-ordre Stolidobranchia Lahille, 1887 - famille Molgulidae Lacaze-Duthiers, 1877 - famille Pyuridae Hartmeyer, 1908 - famille Styelidae Sluiter, 1895 |

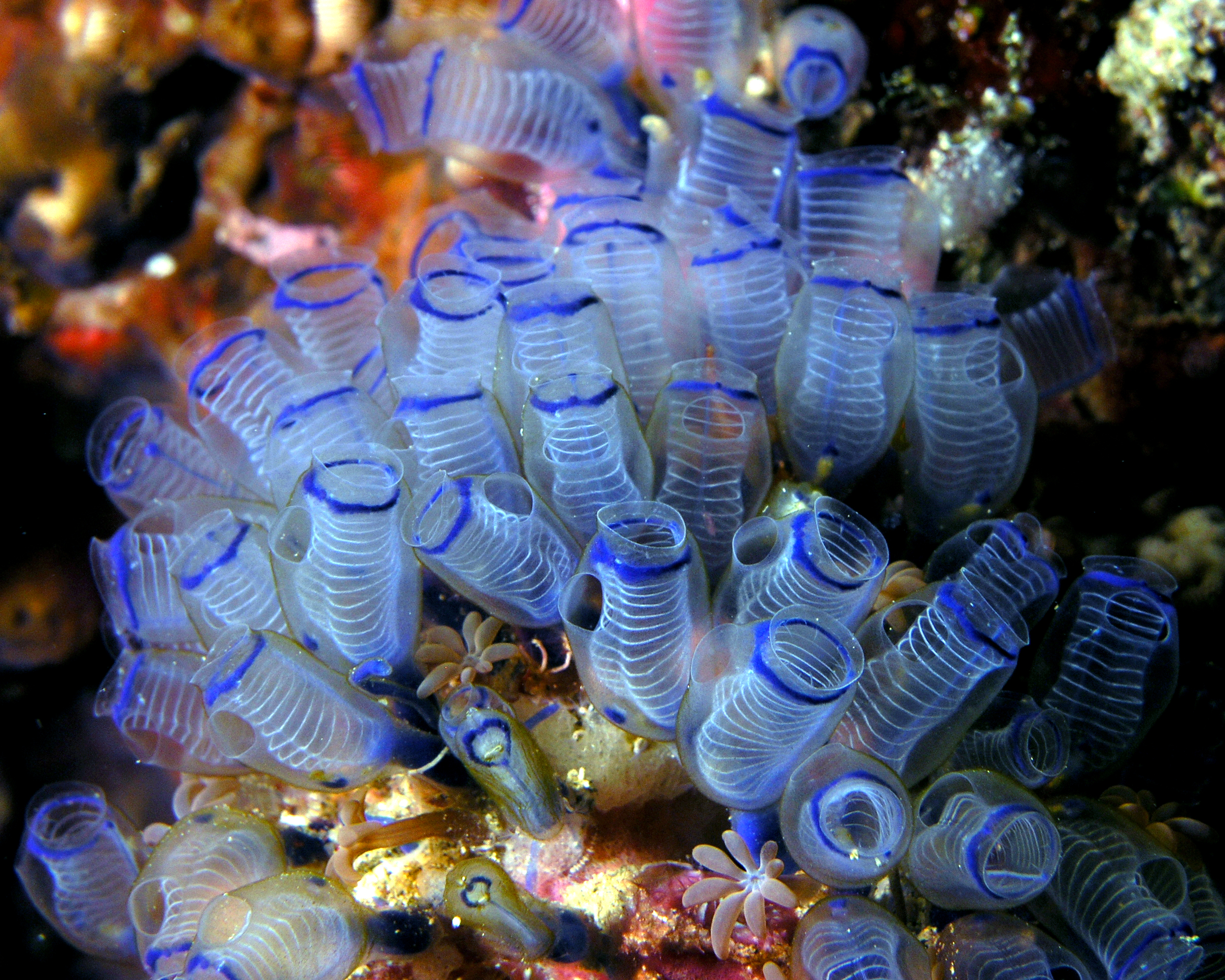
Clavelina moluccensis (Clavelinidae)
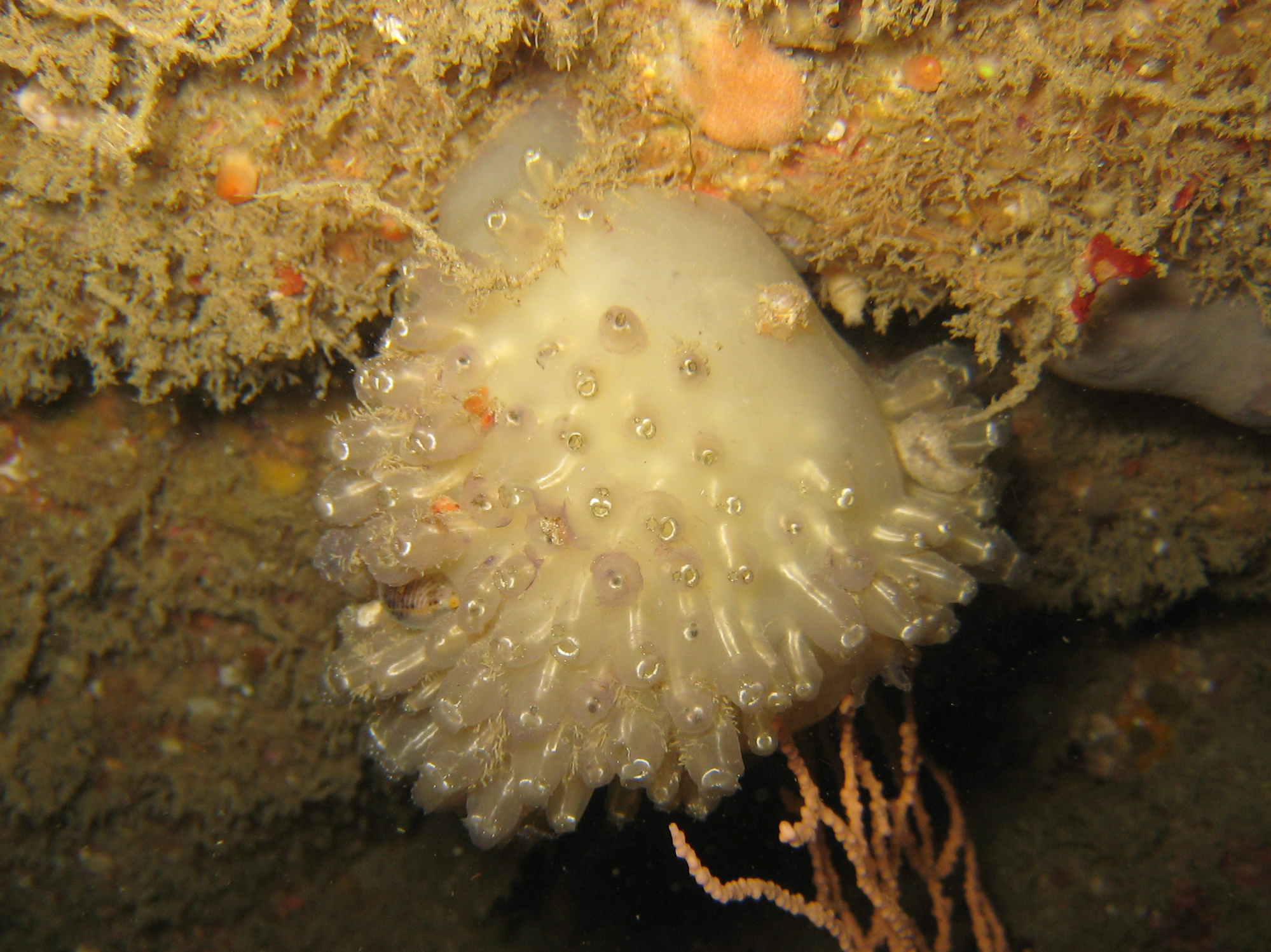
Diazona violacea (Diazonidae)
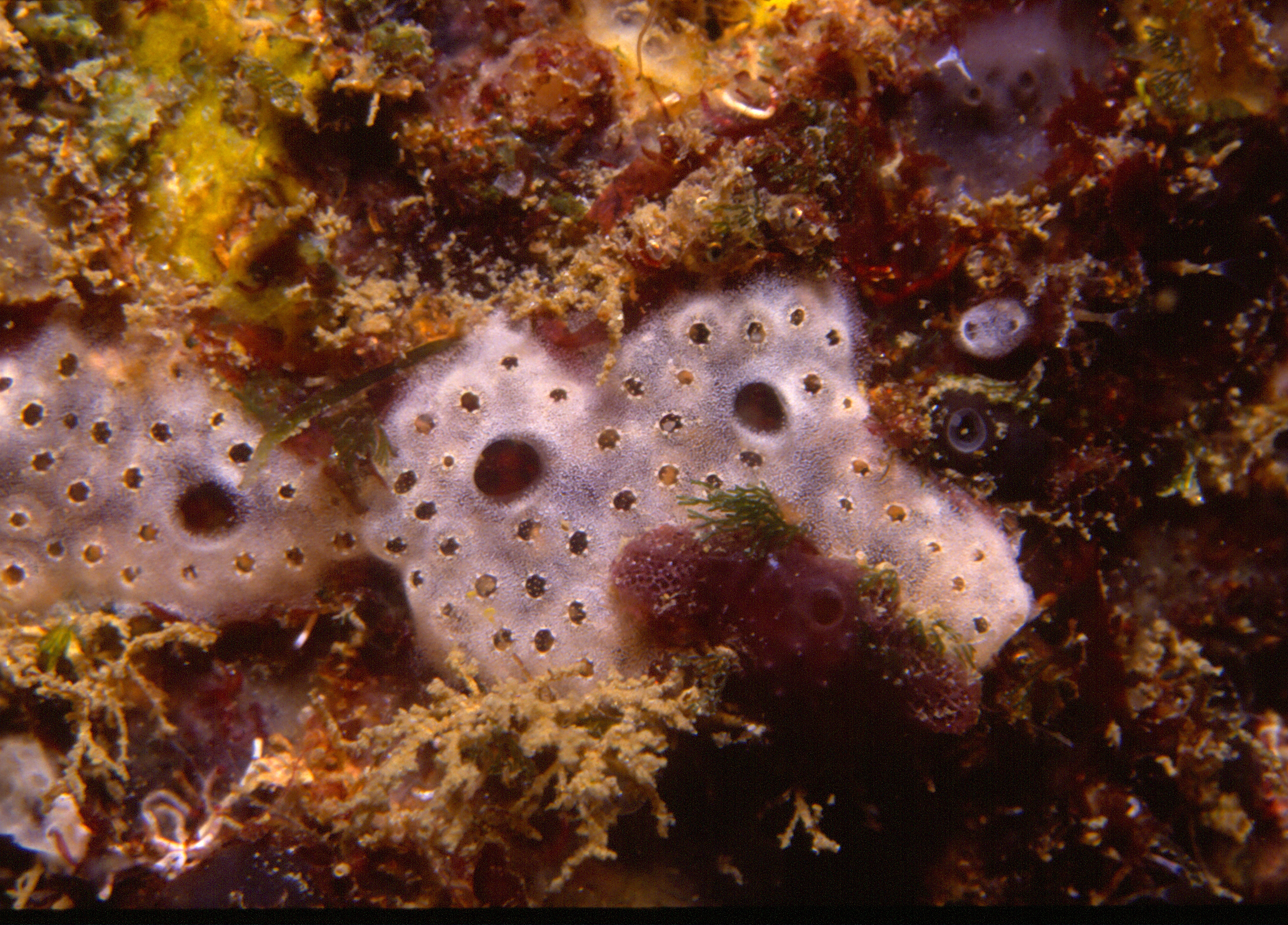
Didemnum maculosum (Didemnidae)
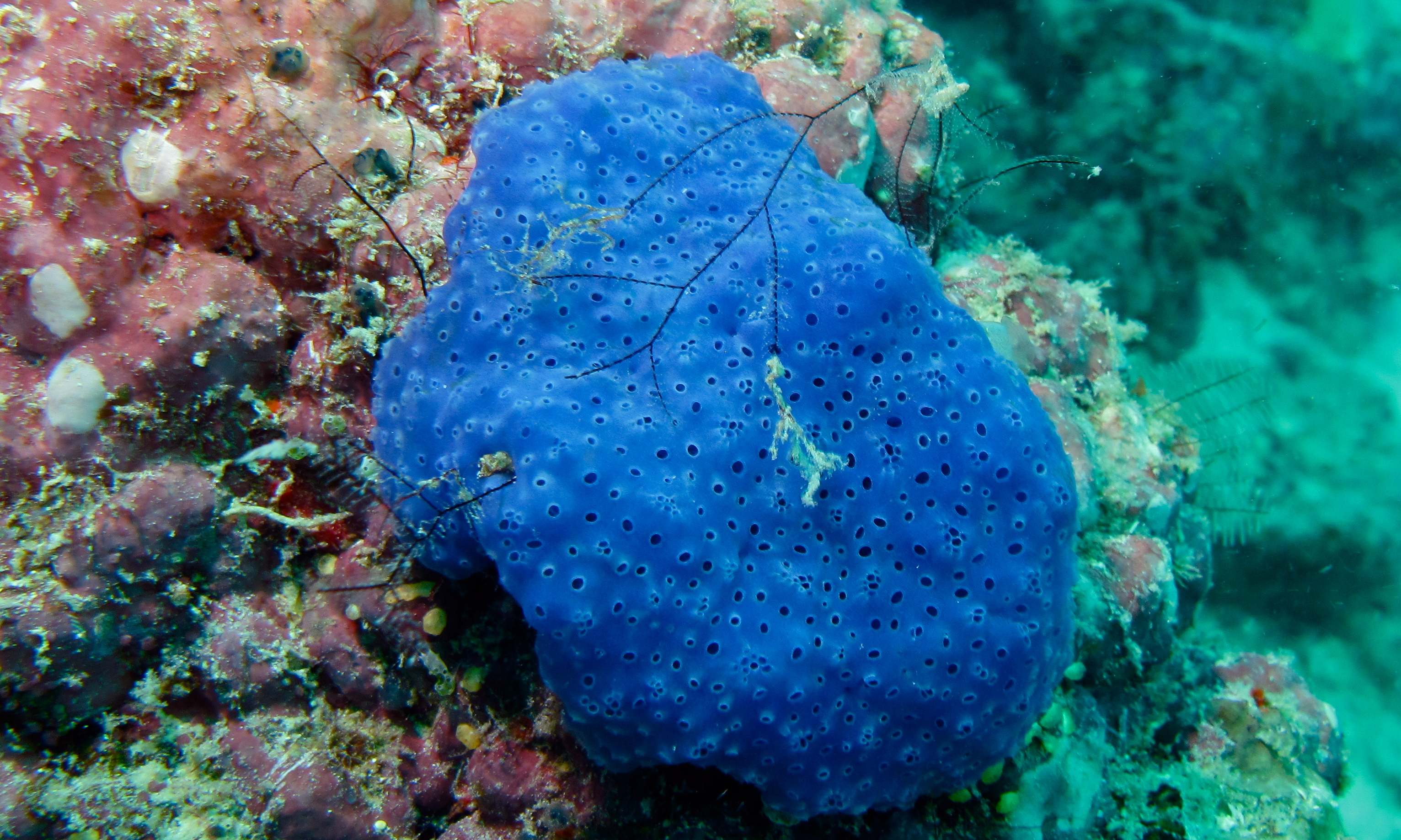
Eudistoma sp. (Polycitoridae)
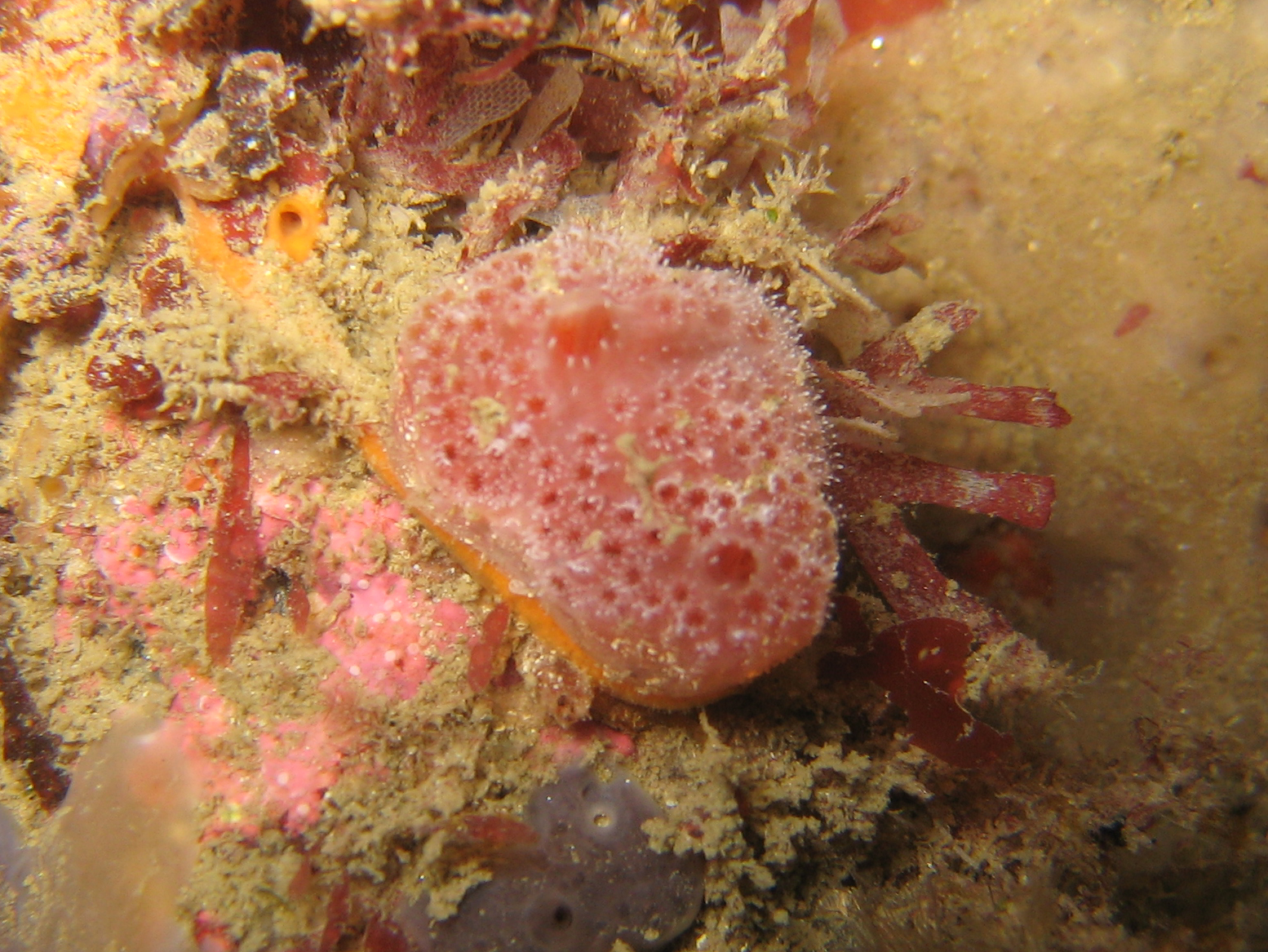
Aplidium elegans (Polyclinidae)
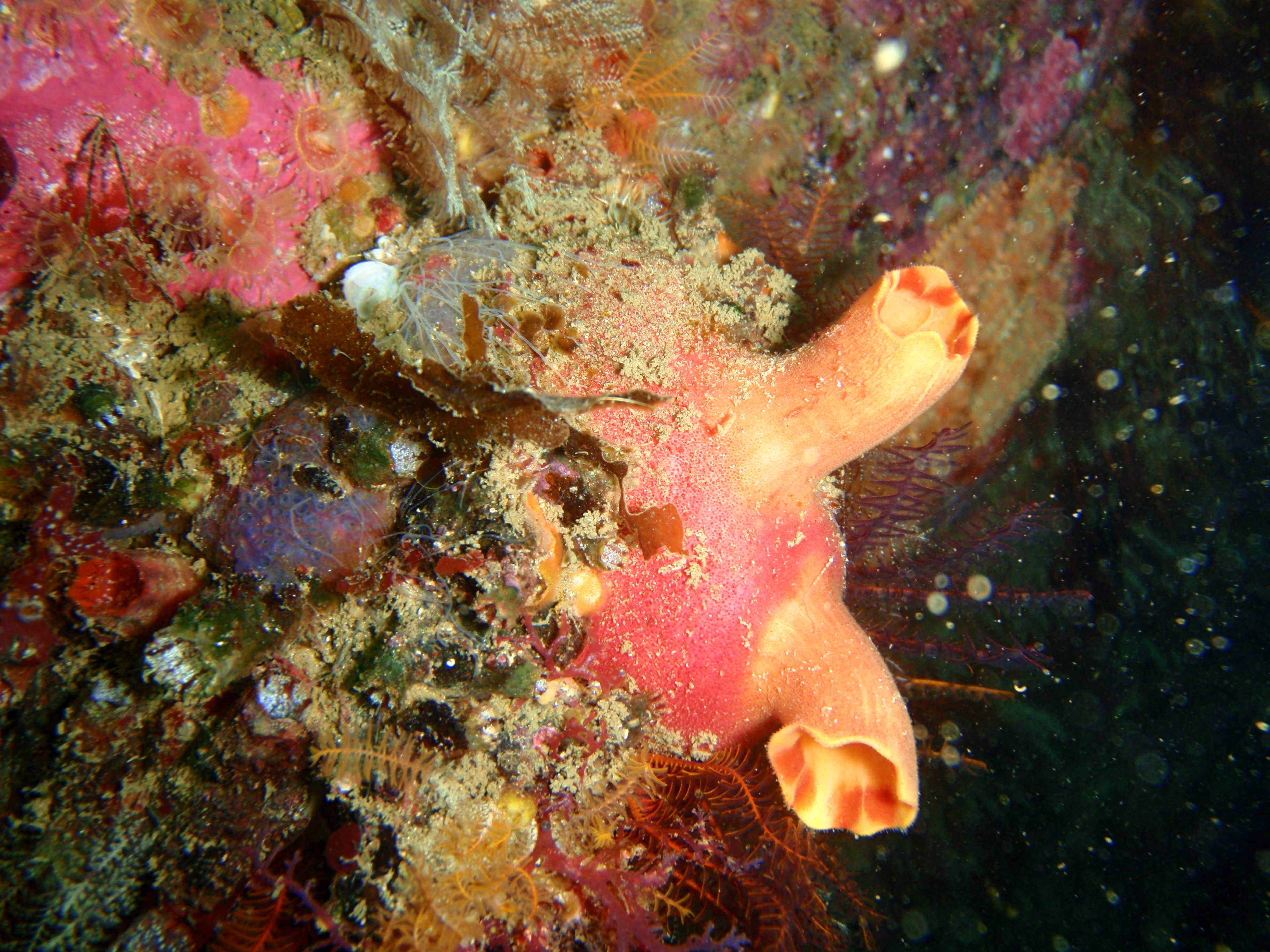
Ascidia incrassata (Ascidiidae)
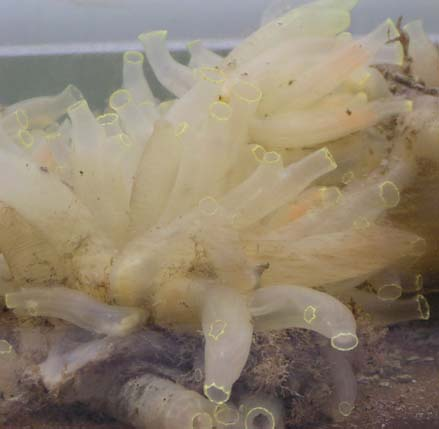
Ciona intestinalis (Cionidae)
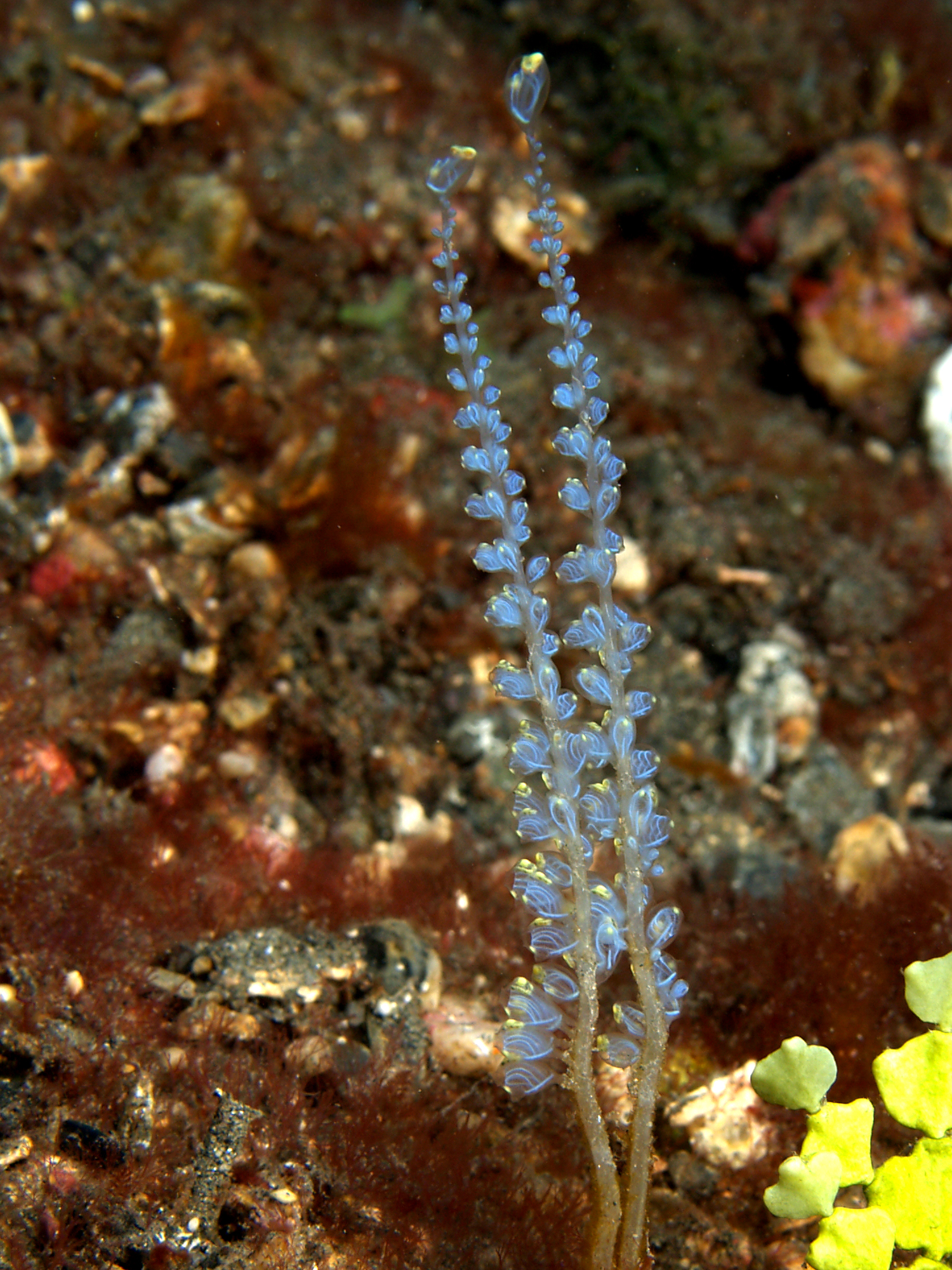
Perophora namei (Perophoridae)
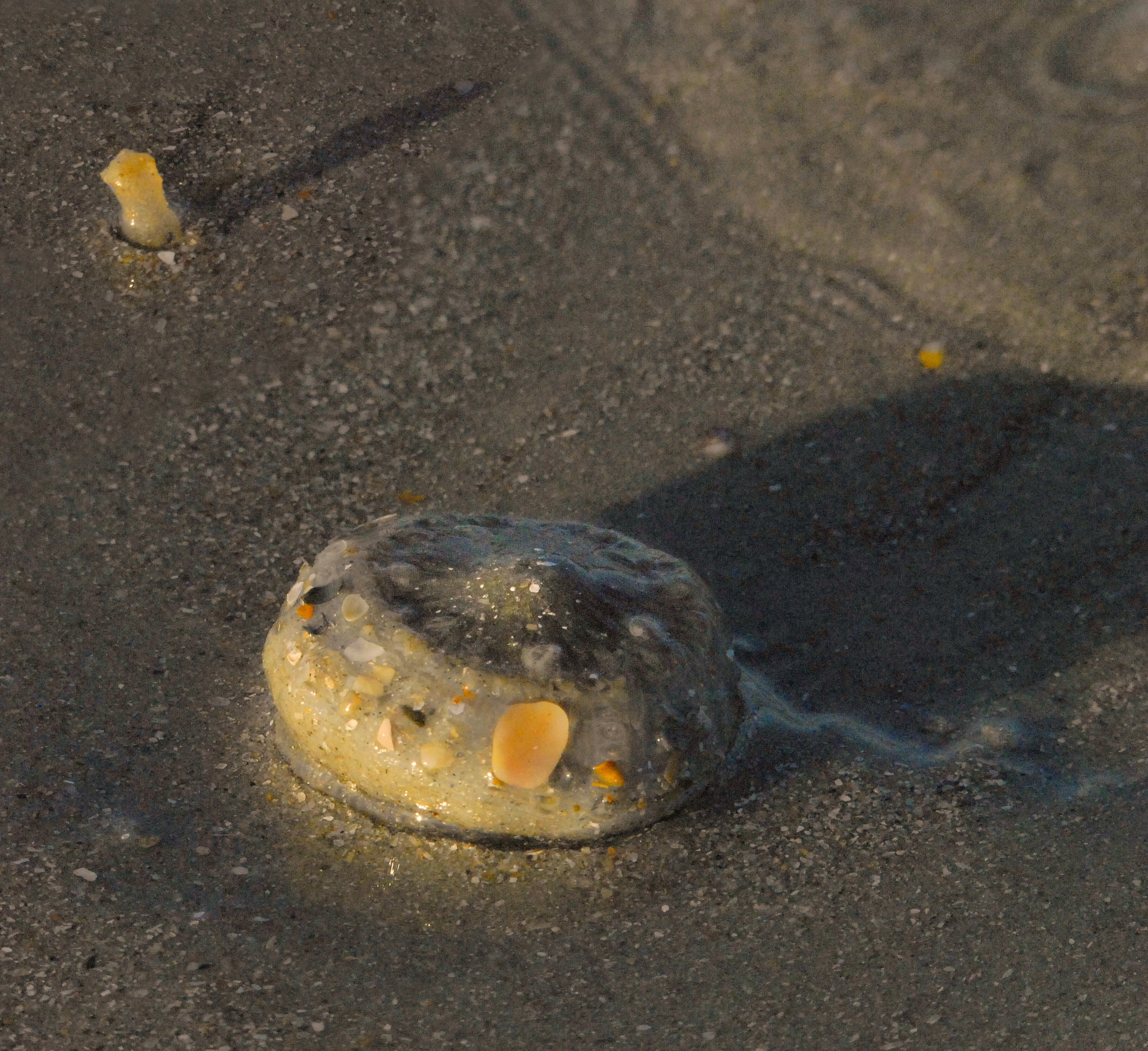
Molgula occidentalis
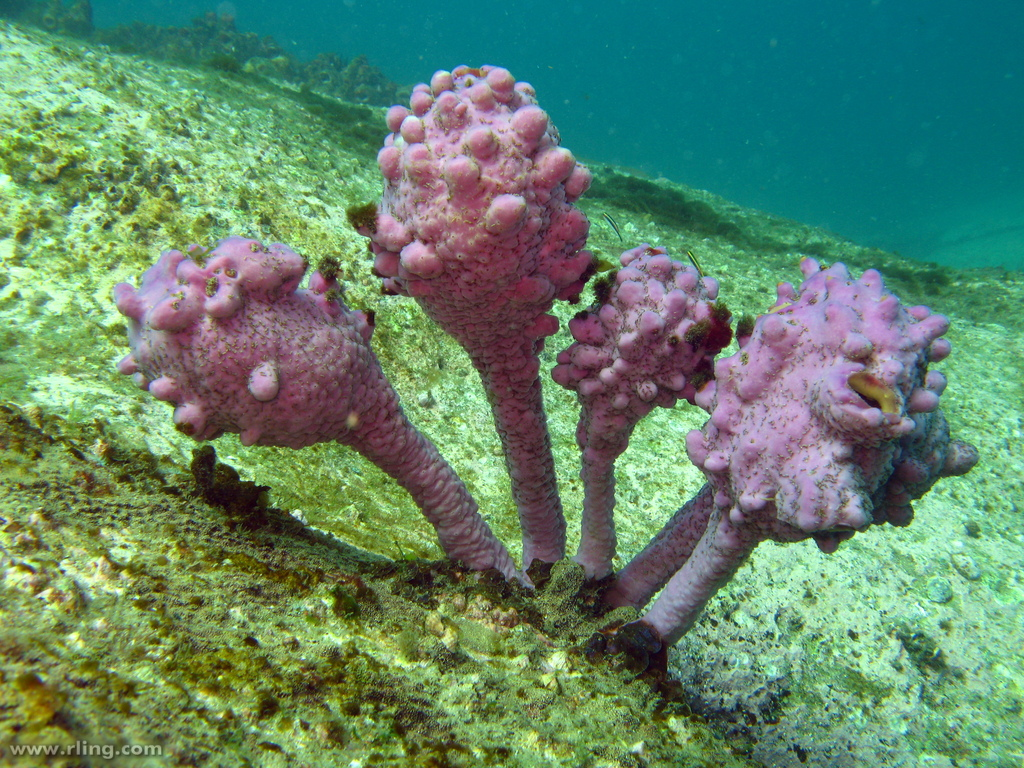
Pyura spinifera
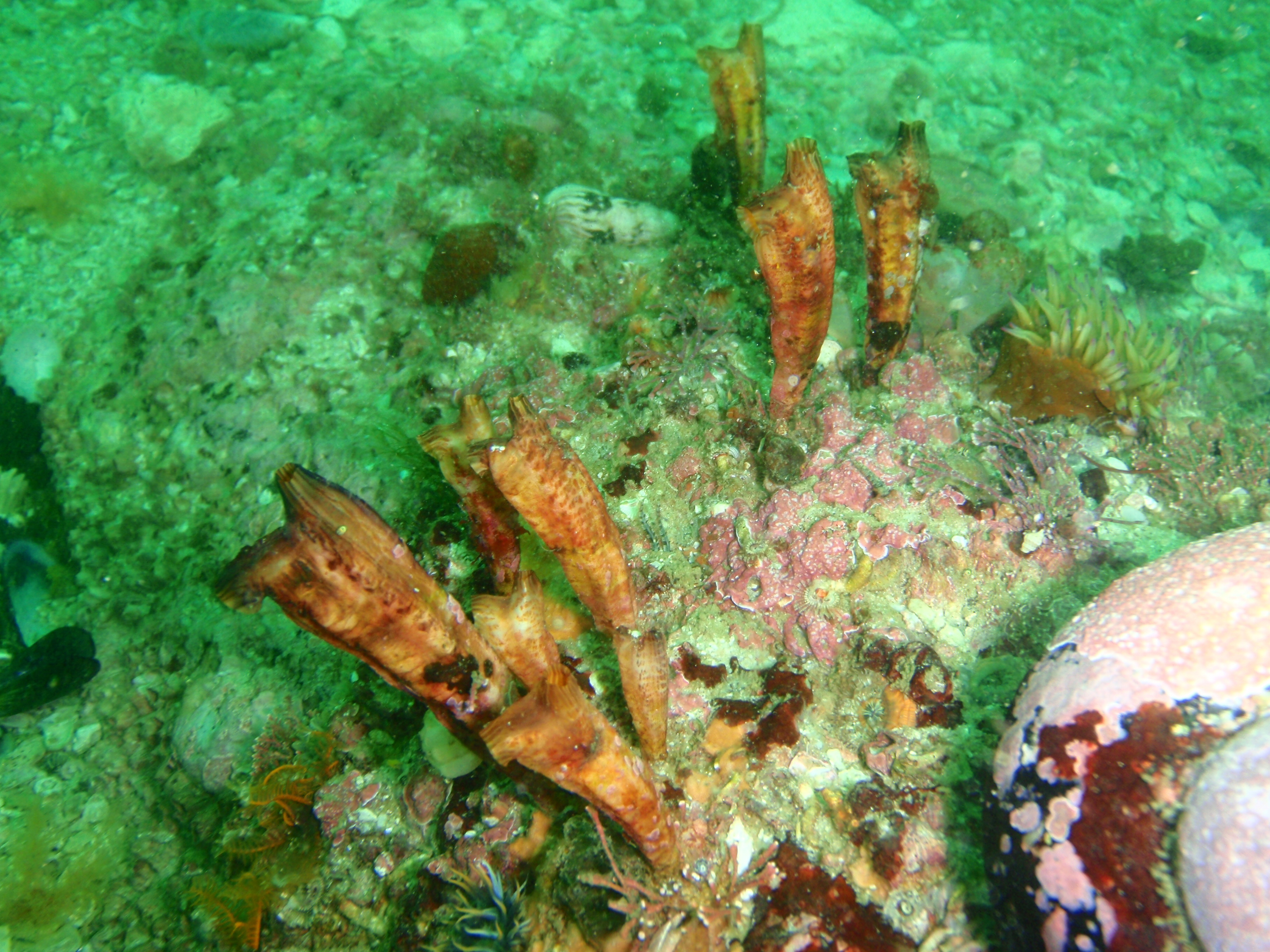
Styela angularis